# Mercatel
Mercatel é uma comuna francesa na região administrativa de Altos da França, no departamento de Pas-de-Calais. Estende-se por uma área de 5,76 km². Em 2010 a comuna tinha 717 habitantes (densidade: 124,5 hab./km²).